# Internazionale contadina
L'Internazionale contadina (in russo Крестьянский Интернационал?, Krest’janskij Internacional), nota comunemente come Krestintern (Крестинтерн), è stata un'organizzazione internazionale dei contadini istituita dall'Internazionale Comunista nell'ottobre del 1923. L'organizzazione cercò di formare delle relazioni per un fronte unito con i partiti radicali contadini nell'Europa orientale e in Asia, senza però aver successo. Dopo aver fallito nel portare avanti delle iniziative importanti in Bulgaria, Jugoslavia e Cina negli anni venti, l'organizzazione fu fermata verso la fine del decennio, per poi esser sciolta formalmente nel 1939.

## Storia

### Contesto
L'idea di un'internazionale rossa per i contadini è comunemente accreditata al comunista polacco Tomasz Dąbal, un ex membro del Partito contadino polacco e rappresentante eletto del parlamento polacco. Il 19 giugno 1923, Dąbal pubblicò un articolo sul quotidiano ufficiale del Partito Comunista Sovietico, Pravda, dove notava un'ondata di popolarità dei partiti dei contadini, in particolare nell'Europa orientale, che avrebbero potuto garantire un suolo fertile per la semina delle idee comuniste tra le classi contadine. Dąbal suggerì che l'Internazionale Comunista avrebbe dovuto creare un'organizzazione per facilitare l'istituzione di un fronte unito dedicato alle attività politiche tra i partiti comunisti e contadini.
Il Comintern aveva già istituito delle organizzazioni simili per il movimento dei giovani radicali e dei sindacati — rispettivamente l'Internazionale giovanile comunista (KIM) e l'Internazionale sindacale rossa (Profintern) — e il Comintern aveva già auspicato ad un'Internazionale contadina. Con l'avvio della Nuova politica economica nella Russia sovietica, l'idea di un'organizzazione internazionale di contadini iniziò ad attrarre l'attenzione istituzionale.

### Istituzione

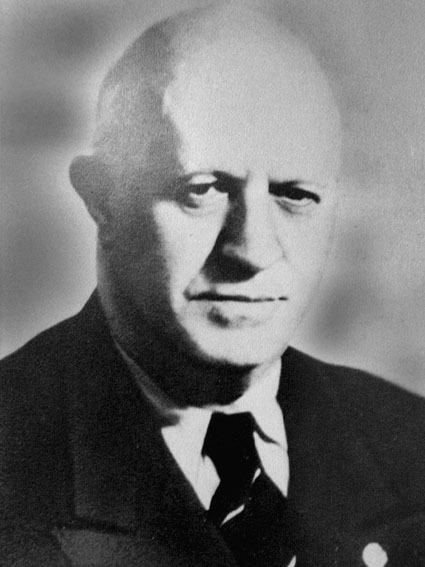
Il comunista bulgaro Vasil Kolarov fu il capo del Krestintern durante il suo declino, guidando l'organizzazione dal 1928 al 1939.

L'Internazionale rossa contadina fu istituita nel congresso fondatore tenutosi a Mosca dal 10 al 16 ottobre 1923.Vi parteciparono 158 delegati da 40 Paesi con una maggioranza rappresentata dagli Stati dell'Europa orientale e dell'Asia. Questo congresso istituì un organo governativo comparabile al Comitato esecutivo dell'Internazionale Comunista noto come Consiglio dell'Internazionale contadina. Le prime due principali sessioni plenari del Consiglio si tennero nell'ottobre del 1923 e nel novembre del 1927.
Il capo formale della nuova organizzazione al momento della fondazione fu Aleksandr Petrovič Smirnov, sebbene Dąbal fosse emerso come il portavoce principale. Smirnov rimase in carica fino al 1928.
Venne sostituito dal comunista bulgaro Vasil Kolarov, una figura di spicco del Comintern. Kolarov servì come direttore di un nuovo organo governativo noto come Comitato esecutivo del Krestintern.

### Attività

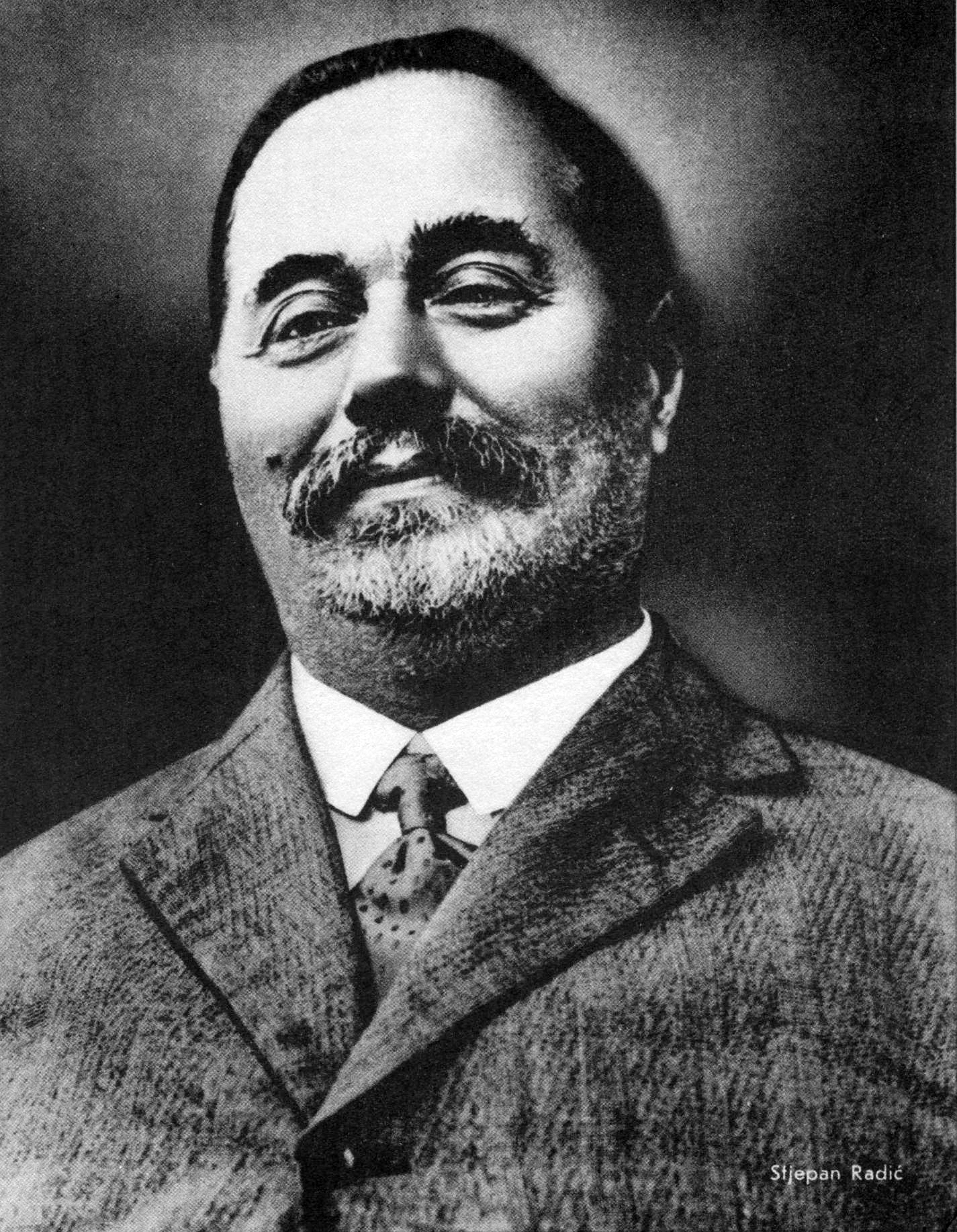
Stjepan Radić, segretario del Partito Contadino Croato, affiliò brevemente nel 1924 il suo partito con il Krestintern.

Inizialmente, il Krestintern cercò di costruire una causa comune con l'Unione bulgara dei contadini, un'organizzazione creata in esilio in Jugoslavia da due ex ministri del governo di Aleksandăr Stambolijski fuggiti in seguito il rovesciamento del suo governo con un colpo di stato militare nel 1923. Uno di questi ministri, K. Todorov, viaggiò a Mosca nel gennaio del 1924, dove condusse dei negoziati con Georgi Dimitrov e Vasil Kolarov riguardo un'azione congiunta tra la loro organizzazione e il Partito Comunista Bulgaro per rovesciare il regime appena imposto da Aleksandăr Cankov. I comunisti bulgari cercarono senza successo di convincere Todorov ad allineare la sua organizzazione al nuovo Krestintern; per la sua parte Todorov cercò soldi e braccia da usare contro il governo di Tsankov. Furono trasferiti alcuni soldi del Comintern ma l'allineamento dell'Unione contadina al Krestintern o il cambio di regime in Bulgaria non furono imminenti.
Il Krestintern fallì nel suo intento di riunire e mobilitare i partiti contadini non comunisti e fu in grado di attrarre solamente un numero ridotto di gruppi frazionati, spesso creati degli stessi partiti comunisti nazionali. La sola eccezione è stata la breve aderenza nominale del Partito Contadino Croato (Hrvatska Pučka Seljačka Stranka) guidato da Stjepan Radić, che si unì al Krestintern dopo una visita a Mosca nel 1924. Questa affiliazione è stata spinta, secondo lo storico Edward Carr, più dagli interessi nazionalisti delle etnie non serbe in Jugoslavia che dal comunismo in sé.
Le relazioni strette tra l'organizzazione di Radić e i sovietici portò alla messa al bando del Partito Contadino Croato e della sua rivista ufficiale Radnik ("L'operaio"), avvenuta ufficialmente il 12 luglio 1924. Il giornale continuò ad essere pubblicato illegalmente per breve periodo fino alla fine di settembre.
Radić venne imprigionato al suo ritorno in Jugoslavia e il Comitato centrale dell'ormai clandestino Partito contadino rinunciò subito alla sua affiliazione con Mosca. Quattro mesi dopo la sua scarcerazione a luglio del 1925, Radić e il suo partito si adeguarono alla monarchia e alla costituzione jugoslava e si unirono al governo. Il Partito Comunista di Jugoslavia condannò Radić per aver fatto una "vergognosa capitolazione". La strategia di un "fronte unito" del Krestintern era ormai fallita.
Il Krestintern pubblicava le riviste Meždunarodnyj krest’ânskij bûlleten’ ("Bollettino dell'Internazionale contadina") e Krest’ânskij internacional ("Internazionale contadina") per propagare le sue visioni politiche. Quest'ultimo fu lanciato nell'aprile del 1924 ed includeva gli articoli del comunista giapponese Sen Katayama e del vietnamita Nguyễn Ái Quốc (Ho Chi Minh), enfatizzando il nuovo obiettivo dell'Internazionale di costruire il movimento agrario radicale asiatico oltre al suo piano di realizzare collegamenti con i partiti contadini dell'Europa orientale.
Nel 1926, il Krestintern tentò di mediare le relazioni cooperative tra il Partito Comunista Cinese e il Kuomintang di Chiang Kai-shek. Il presidium del Consiglio dell'Internazionale contadina, l'organo più alto, pubblicò una lettera aperta al Kuomintang e alla sua sezione contadina verso la fine di aprile dello stesso anno, esprimendo una gran confidenza nell'organizzazione intesa come "il centro che raduna, unisce e organizza tutte le forze rivoluzionarie contro la pressione dei reazionari e degli imperialisti". Chiang sperò che tale relazione avrebbe portato a degli aiuti sovietici e a una lista di membri del partito comunista — risorse che in seguito avrebbero portato al parziale successo di annientare il PCC nel massacro di Shanghai del 1927. Le attività del Krestintern in Cina si mostrarono nuovamente inefficaci per l'avanzata degli interessi politici del Comintern. Nel 1926 il Krestintern stabilì a Mosca l'Istituto agrario internazionale, un centro di ricerca per lo studio dei problemi agrari e per la pubblicazione di libri specializzati. Questo ramo dell'Internazionale contadina continuò ad esistere per molti anni anche dopo lo scioglimento dell'organizzazione madre, pubblicando libri fino al 1942, quando l'invasione nazista durante la seconda guerra mondiale forzò la sua chiusura.

### Ultimi anni e scioglimento
Il periodo di moderazione pro-contadina esemplificata dalla NEP ebbe una brusca fine nel 1928, segnata dall'esproprio forzato nel tentativo di alleviare la crisi del grano del 1928. All'epoca, i tentativi seri di avanzare un fronte unito con la classe contadina attraverso il Krestintern parvero esser stati abbandonati, sebbene l'organizzazione fosse rimasta formalmente funzionale per circa un altro decennio.
Nel 1930 una nuova organizzazione agraria comunista nota come il Comitato contadino europeo fu fondata a Berlino. Come avvenuto per il Krestintern, questo nuovo gruppo fallì di attrarre i contadini e le organizzazioni agrarie sotto l'ideologia comunista. La brutalità della collettivizzazione forzata , seguita da un collasso agricolo e da una grave carestia tra il 1932 e il 1933, posero fine ad ogni possibilità di re-istituire il cosiddetto smyčka tra i movimenti comunisti urbani e quelli contadini.

## Organizzazioni affiliate
- Partito Contadino Croato (1924 - 1925)
- Comitato dei contadini lavoratori irlandesi
- Leghe contadine messicane (affiliate nel 1923)
- Confederazione dei contadini delle Filippine (affiliata nel 1929)
- Associazione dei contadini cinesi

## Congressi internazionali
| Evento                                                 | Luogo | Data               | Note                                       |
| ------------------------------------------------------ | ----- | ------------------ | ------------------------------------------ |
| Congresso fondatore                                    | Mosca | 10-16 ottobre 1923 | Partecipazione di 158 delegati da 40 Paesi |
| Primo plenum del Consiglio del Krestintern             | Mosca | Ottobre 1923       |                                            |
| Secondo Plenum allargato del Consiglio del Krestintern | Mosca | 9-?? aprile 1925   | Partecipazione di 78 delegati da 39 Paesi. |
| Secondo Congresso                                      | Mosca | Novembre 1927      |                                            |
| Terzo plenum del Consiglio del Krestintern             | Mosca | Novembre 1927      |                                            |